# Farmers Insurance Open
Het Farmers Insurance Open is een golftoernooi in de Verenigde Staten dat deel uitmaakt van de Amerikaanse PGA Tour. Het toernooi werd in 1952 opgericht als het San Diego Open en wordt altijd in de buurt van San Diego gespeeld.
Sinds 1968 wordt het toernooi op de Torrey Pines Golf Course in La Jolla georganiseerd. De club heeft twee goede 18 holesbanen: de North Course en de South Course. De eerste twee speelronden worden gespeeld op de North-baan en de laatste twee speelronden op de South-baan.

## Golfbanen
Sinds de oprichting wordt het toernooi op verscheidene golfbanen gespeeld in de staat Californië:
| Jaren      | Baan                                | Stad      |
| ---------- | ----------------------------------- | --------- |
| 1952-1953  | San Diego Country Club              | San Diego |
| 1954       | Rancho Santa Fe Golf Club           | San Diego |
| 1955       | Mission Valley Country Club         | San Diego |
| 1956       | Singing Hills Country Club          | San Diego |
| 1957-1963  | Mission Valley Country Club         | San Diego |
| 1964       | The Country Club of Rancho Bernardo | San Diego |
| 1965-1967  | Stardust Country Club               | San Diego |
| 1968-heden | Torrey Pines Golf Course            | La Jolla  |

## Winnaars
| 1952                                        | Ted Kroll           | 276           | −12           |                                                                    |
| 1953                                        | Tommy Bolt          | 274           | −14           |                                                                    |
| 1954                                        | Gene Littler am     | 274           | −14           |                                                                    |
| Convair−San Diego Open                      |                     |               |               |                                                                    |
| 1955                                        | Tommy Bolt          | 274           | −14           |                                                                    |
| 1956                                        | Bob Rosburg         | 270           | −18           |                                                                    |
| San Diego Open Invitational                 |                     |               |               |                                                                    |
| 1957                                        | Arnold Palmer       | 271           | −17           |                                                                    |
| 1958                                        | Geen toernooi       | Geen toernooi | Geen toernooi | Geen toernooi                                                      |
| 1959                                        | Marty Furgol        | 274           | −14           |                                                                    |
| 1960                                        | Mike Souchak        | 269           | −19           |                                                                    |
| 1961                                        | Arnold Palmer po    | 271           | −13           | Won de play-off van Al Balding                                     |
| 1962                                        | Tommy Jacobs po     | 277           | −7            | Won de play-off van Johnny Pott                                    |
| 1963                                        | Gary Player         | 270           | −14           |                                                                    |
| 1964                                        | Art Wall jr.        | 274           | −6            |                                                                    |
| 1965                                        | Wes Ellis           | 267           | −17           | Won de play-off van Billy Casper                                   |
| 1966                                        | Billy Casper        | 268           | −16           |                                                                    |
| 1967                                        | Bob Goalby          | 269           | −15           |                                                                    |
| Andy Williams−San Diego Open Invitational   |                     |               |               |                                                                    |
| 1968                                        | Tom Weiskopf        | 273           | −15           |                                                                    |
| 1969                                        | Jack Nicklaus       | 284           | −4            |                                                                    |
| 1970                                        | Pete Brown po       | 275           | −13           | Won de play-off van Tony Jacklin                                   |
| 1971                                        | George Archer       | 272           | −16           |                                                                    |
| 1972                                        | Paul Harney         | 275           | −13           |                                                                    |
| 1973                                        | Bob Dickson         | 278           | −10           |                                                                    |
| 1974                                        | Bobby Nichols       | 275           | −13           |                                                                    |
| 1975                                        | J.C. Snead po       | 279           | −9            | Won de play-off van Raymond Floyd en Bobby Nichols                 |
| 1976                                        | J.C. Snead          | 272           | −16           |                                                                    |
| 1977                                        | Tom Watson          | 269           | −19           |                                                                    |
| 1978                                        | Jay Haas            | 278           | −10           |                                                                    |
| 1979                                        | Fuzzy Zoeller       | 282           | −6            |                                                                    |
| 1980                                        | Tom Watson po       | 275           | −13           | Won de play-off van D.A. Weibring                                  |
| Wickes−Andy Williams San Diego Open         |                     |               |               |                                                                    |
| 1981                                        | Bruce Lietzke       | 278           | −10           | Won de play-off van Raymond Floyd en Tom Jenkins                   |
| 1982                                        | Johnny Miller       | 270           | −18           |                                                                    |
| Isuzu−Andy Williams San Diego Open          |                     |               |               |                                                                    |
| 1983                                        | Gary Hallberg       | 271           | −17           |                                                                    |
| 1984                                        | Gary Koch po        | 272           | −16           | Won de play-off van Gary Hallberg                                  |
| 1985                                        | Woody Blackburn po  | 269           | −19           | Won de play-off van Ron Streck                                     |
| Shearson Lehman Brothers Andy Williams Open |                     |               |               |                                                                    |
| 1986                                        | Bob Tway po         | 204           | −12           | Won de play-off van Bernhard Langer; 54-holes (regenweer)          |
| 1987                                        | George Burns        | 266           | −22           |                                                                    |
| Shearson Lehman Hutton Andy Williams Open   |                     |               |               |                                                                    |
| 1988                                        | Steve Pate          | 269           | −19           |                                                                    |
| Shearson Lehman Hutton Open                 |                     |               |               |                                                                    |
| 1989                                        | Greg Twiggs         | 271           | −17           |                                                                    |
| 1990                                        | Dan Forsman         | 275           | −13           |                                                                    |
| Shearson Lehman Brothers Open               |                     |               |               |                                                                    |
| 1991                                        | Jay Don Blake       | 268           | −20           |                                                                    |
| Buick Invitational of California            |                     |               |               |                                                                    |
| 1992                                        | Steve Pate          | 200           | −16           | 54-holes (regenweer)                                               |
| 1993                                        | Phil Mickelson      | 278           | −10           |                                                                    |
| 1994                                        | Craig Stadler       | 268           | −20           |                                                                    |
| 1995                                        | Peter Jacobsen      | 269           | −19           |                                                                    |
| Buick Invitational                          |                     |               |               |                                                                    |
| 1996                                        | Davis Love III      | 269           | −19           |                                                                    |
| 1997                                        | Mark O'Meara        | 275           | −13           |                                                                    |
| 1998                                        | Scott Simpson po    | 204           | −12           | Won de play-off van Skip Kendall; 54-holes (regenweer)             |
| 1999                                        | Tiger Woods         | 266           | −22           |                                                                    |
| 2000                                        | Phil Mickelson      | 270           | −18           |                                                                    |
| 2001                                        | Phil Mickelson po   | 269           | −19           | Won de play-off van Frank Lickliter II en Davis Love III           |
| 2002                                        | José María Olazabal | 275           | −13           |                                                                    |
| 2003                                        | Tiger Woods         | 272           | −16           |                                                                    |
| 2004                                        | John Daly           | 278           | −10           | Won de play-off van Luke Donald en Chris Riley                     |
| 2005                                        | Tiger Woods         | 272           | −16           |                                                                    |
| 2006                                        | Tiger Woods po      | 278           | −10           | Won de play-off van Nathan Green en José María Olazábal            |
| 2007                                        | Tiger Woods         | 273           | −15           |                                                                    |
| 2008                                        | Tiger Woods         | 269           | −19           |                                                                    |
| 2009                                        | Nick Watney         | 277           | −11           |                                                                    |
| Farmers Insurance Open                      |                     |               |               |                                                                    |
| 2010                                        | Ben Crane           | 275           | −13           |                                                                    |
| 2011                                        | Bubba Watson        | 272           | −16           |                                                                    |
| 2012                                        | Brandt Snedeker po  | 272           | −16           | Won de play-off van Kyle Stanley                                   |
| 2013                                        | Tiger Woods         | 274           | −14           |                                                                    |
| 2014                                        | Scott Stallings     | 279           | −9            |                                                                    |
| 2015                                        | Jason Day po        | 279           | –9            | Won de play-off van Harris English, J.B. Holmes en Scott Stallings |

| Toernooirecord |  | po = winnaar na play-off |  | am = amateur |

### Meervoudige winnaars
7 keer
- Tiger Woods: 1999, 2003, 2004, 2005, 2006, 2007, 2008, 2013

3 keer
- Phil Mickelson: 1993, 2000, 2001

2 keer
- Tommy Bolt: 1953, 1955
- Arnold Palmer: 1957, 1961
- J.C. Snead: 1975, 1976
- Tom Watson: 1977, 1980
- Tom Watson: 1988, 1992